# S/2010 J 1
S/2010 J 1, o Giove LI, è un satellite naturale irregolare del pianeta Giove.

## Scoperta
Il satellite è stato scoperto nel 2010 da R. Jacobson, M. Brozović, B. Gladman e M. Alexandersen, utilizzando il telescopio Hale da 508 cm di apertura dell'Osservatorio di Monte Palomar, in California.

## Denominazione
In attesa della promulgazione della denominazione definitiva da parte dell'Unione Astronomica Internazionale, dal marzo 2015 il satellite è noto mediante la designazione numerale definitiva Giove LI.

## Parametri orbitali
Il satellite è caratterizzato da un movimento retrogrado ed appartiene al gruppo di Carme, composto da satelliti retrogradi ed irregolari che orbitano attorno a Giove ad una distanza compresa fra 23 e 24 milioni di chilometri, con una inclinazione orbitale pari a circa 165°.
S/2010 J 1 ha un diametro di circa 2 km e orbita con moto retrogrado attorno a Giove in 723,2 giorni, a una distanza media di 23,314 milioni di km, con un'inclinazione di 163,2° rispetto all'eclittica e un'eccentricità orbitale di 0,320.